# Kabinett Goppel I
Das Kabinett Goppel I bildete vom 11. Dezember 1962 bis zum 5. Dezember 1966 die Staatsregierung des Freistaates Bayern. Bei der Wahl zum fünften Bayerischen Landtag am 25. November 1962 erzielte die CSU zum ersten Mal seit 1946 wieder die absolute Mehrheit von 108 der insgesamt 204 Sitze im Landtag. Alfons Goppel hätte damit eine alleinige CSU-Regierung bilden können, entschied sich aber für eine Koalition mit der Bayernpartei (BP). Einziges Regierungsmitglied der Bayernpartei, welche mit acht Abgeordneten im Landtag vertreten war, wurde Robert Wehgartner als Innenstaatssekretär. Dieser trat am 20. Juli 1966 zur CSU über, damit endete faktisch die Koalition. Die Regierung von Ministerpräsident Goppel wurde bei der Landtagswahl 1966 bestätigt, so dass ihr das Kabinett Goppel II folgte, nun ohne Beteiligung der Bayernpartei.
| Amt                                    | Name                              | Partei | Staatssekretäre                              |
| -------------------------------------- | --------------------------------- | ------ | -------------------------------------------- |
| Ministerpräsident                      | Alfons Goppel                     | CSU    | –                                            |
| Stellvertreter des Ministerpräsidenten | Rudolf Eberhard bis 24. Juni 1964 | CSU    | –                                            |
| Stellvertreter des Ministerpräsidenten | Alois Hundhammer                  | CSU    | –                                            |
| Landwirtschaft und Forsten             | Alois Hundhammer                  | CSU    | Lorenz Vilgertshofer (CSU)                   |
| Inneres                                | Heinrich Junker                   | CSU    | Robert Wehgartner (BP, ab 20. Juli 1966 CSU) |
| Justiz                                 | Hans Ehard                        | CSU    | Josef Hartinger (CSU)                        |
| Finanzen                               | Rudolf Eberhard bis 24. Juni 1964 | CSU    | Franz Lippert (CSU)                          |
| Finanzen                               | Konrad Pöhner                     | CSU    | Franz Lippert (CSU)                          |
| Wirtschaft und Verkehr                 | Otto Schedl                       | CSU    | Gerhard Wacher (CSU)                         |
| Unterricht und Kultus                  | Theodor Maunz bis 7. Oktober 1964 | CSU    | Konrad Pöhner (CSU) bis 7. Oktober 1964      |
| Unterricht und Kultus                  | Ludwig Huber                      | CSU    | Erwin Lauerbach (CSU)                        |
| Arbeit und Soziale Fürsorge            | Paul Strenkert bis 24. Juni 1964  | CSU    | Hans Schütz (CSU) bis 24. Juni 1964          |
| Arbeit und Soziale Fürsorge            | Hans Schütz                       | CSU    | Fritz Pirkl (CSU)                            |
| Bundesangelegenheiten                  | Franz Heubl                       | CSU    | –                                            |